# Lipstick Traces (On a Cigarette)

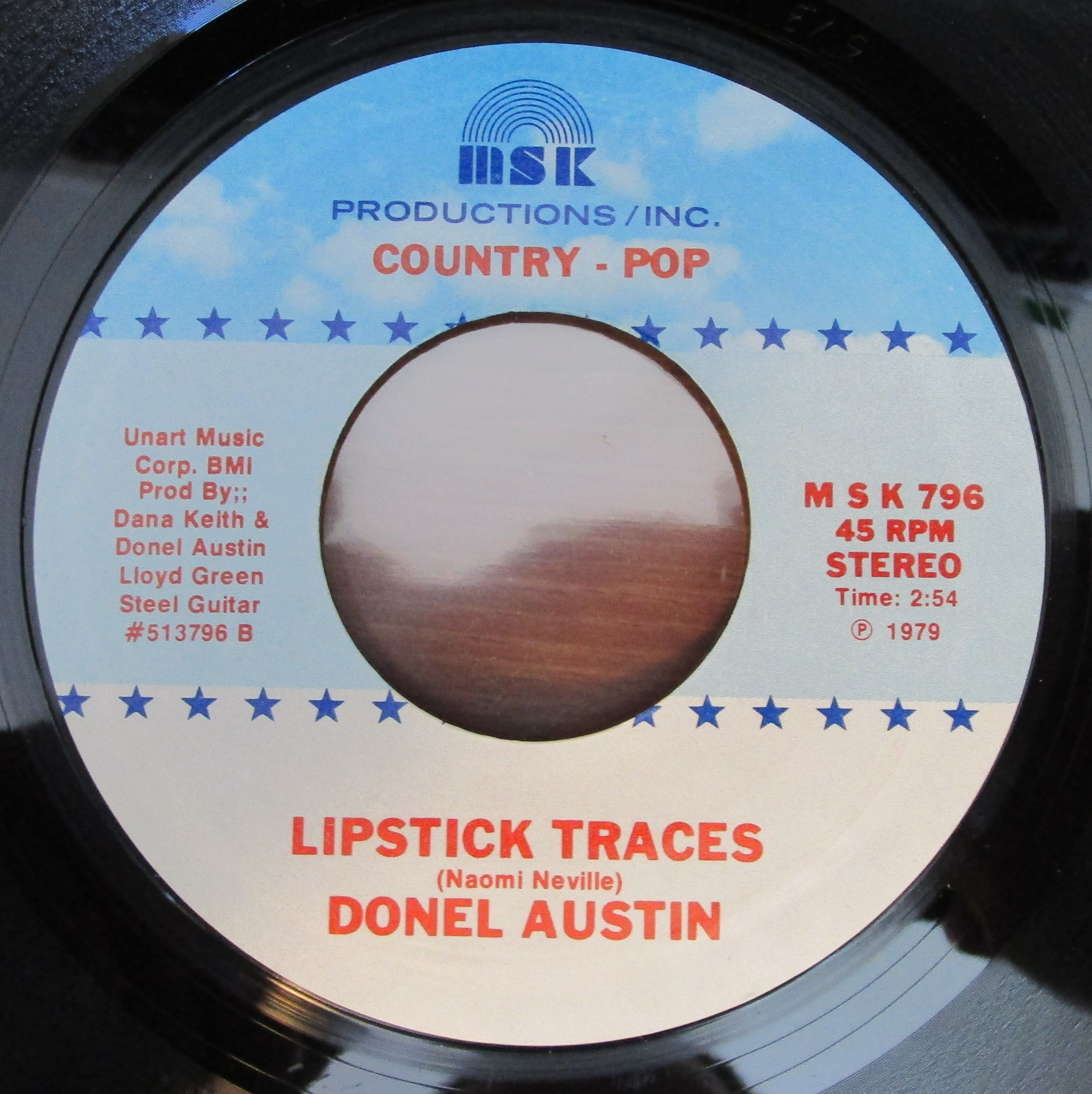

Lipstick Traces (On a Cigarette) è un brano scritto da Allen Toussaint sotto lo pseudonimo di Naomi Neville. È stato registrato per la prima volta dal cantante Benny Spellman a New Orleans nel 1962 e pubblicato nel singolo Lipstick Traces (On a Cigarette)/Fortune Teller il 2 febbraio dello stesso anno. Il singolo arrivò alla ventottesima posizione nella classifica R&B di Billboard e all'ottantesima della Billboard Hot 100. Il lato B era Fortune Teller, reso famoso dalla cover dei Rolling Stones. Nel singolo originale, i cori erano eseguiti da Irma Thomas e Willie Harper, anch'esse scritturate dalla Mirit Records.

## Cover
- Gli O'Jays ne hanno registrato una cover nel 1965, che è stata pubblicata come singolo con il numero di serie 66102; il singolo giunse alla ventottesima posizione della classifica R&B e alla quarantottesima di quella pop[3]. È stata inclusa, nello stesso anno, nell'album Comin' Through[4];
- Ringo Starr ha incluso una cover nel suo album Bad Boy del 1978. Negli USA è stata pubblicata come singolo, con al lato B Old Time Revolvin', il 17 aprile 1978[5];
- Snooks Eaglin;
- Frankie Ford;
- Delbert McClinton;
- Amazing Rhythm Aces;
- Alex Chilton;
- Una versione strumentale del pezzo, eseguita da Joe Krown, è stata pubblicata nel suo album Old Friends del 2007[6].